# حسن بورواين
حسن بورواين (مواليد 14 يوليو 1966، المحمدية) هو لاعب كرة قدم مغربي سابق، شغل مركز وسط ميدان هجومي بأندية شباب المحمدية ونهضة سطات والأولمبيك البيضاوي والاتفاق السعودي، بالإضافة للمنتخب المغربي. متزوج وأب لطفلين، يُقيم حاليا في بوسطن بالولايات المتحدة الأمريكية.

## مسيرته
وُلد بورواين بحي القصبة بمدينة المحمدية في 14 يوليو 1966، بدأ مُزاولته لكرة القدم في الحي الذي كان يقطن فيه، ثم انضم إلى نادي شباب المحمدية تحت 14 سنة، وشقّ طريقه إلى الفريق الأول. تضمن ذلك المرور بفئتي تحت 16 سنة وتحت 18 سنة. لعب أول مباراة له مع الفريق الأول خلال موسم 1986-1987. بعد ذلك، انضمّ إلى نهضة سطات في موسم 1988-1989، ثم نادي الأولمبيك البيضاوي في 1989. انتقل بعد ذلك للسعودية لصالح نادي الاتفاق السعودي، وأنهى مسيرته عام 1997.
أمّا بالنسبة للمنتخب، فقد كانت أول مباراة له سنة 1984، رفقة المنتخب المغربي تحت 17 سنة، ثم المنتخب المغربي تحت 21 سنة سنتي 1985 و 1986. شارك في تصفيات كأس العالم للشباب ضد موريتانيا وساحل العاج وتوغو.

## الألقاب
الأولمبيك البيضاوي
- الدوري المغربي الممتاز (1)
  - البطولة: 1994[3]
- كأس العرش (2)
  - بطل الكأس: 1990، 1992
- البطولة العربية للأندية الفائزة بالكؤوس (3)
  - بطل الكأس: 1991، 1992، 1993 (كما فاز بجائزة أحسن لاعب في البطولة)

## روابط خارجية
- حسن بورواين على موقع قاعدة بيانات كرة القدم.إي يو (الإنجليزية)